# Anežka Brunšvicko-Lüneburská
Anežka Brunšvicko-Lüneburská (před 1356 – 1430/1434) byla rodem brunšvicko-lüneburská vévodkyně a sňatkem vévodkyně pomořanská a pak meklenburská.

## Život
Anežka se narodila jako dcera vévody Magnuse II. Brunšvicko-Lüneburského a jeho manželky Kateřiny Anhaltsko-Bernburské.
V roce 1366 se asi desetiletá Anežka provdala za hraběte Burkharda V. (VIII.) z Mansfeldu.
Manžel v roce 1389 nebo 1390 zemřel a vdova se mezi lety 1389 až 1391 podruhé v Celle vdala za ovdovělého pomořanského vévodu Bogislawa VI.
Podruhé vévodkyně ovdověla v roce 1393 a 12./13. února 1393 se provdala potřetí. Jejím posledním manželem se ve Schwerinu stal asi osmapadesátiletý vdovec, bývalý švédský král Albrecht Meklenburský, který v době sňatku vládl jako vévoda Albrecht III. Meklenburský. Spolu měli manželé syna Albrechta (1397–1423), meklenburského vévodu.
Anežka není považována za švédskou královnu, protože její manžel byl již před sňatkem definitivně sesazen, ale v Meklenbursku byla považována za titulární královnu, protože Albrecht se nároků na Švédsko vzdal až roku 1405.
Anežka zemřela mezi 1. srpnem 1430 a 22. prosincem 1434 a byla pohřbena ve městě Gadebusch.